# (74333) 1998 VD11
(74333) 1998 VD11 – planetoida z pasa głównego asteroid okrążająca Słońce w ciągu 4,39 lat w średniej odległości 2,68 j.a. Odkryta 10 listopada 1998 roku.